# Coulant

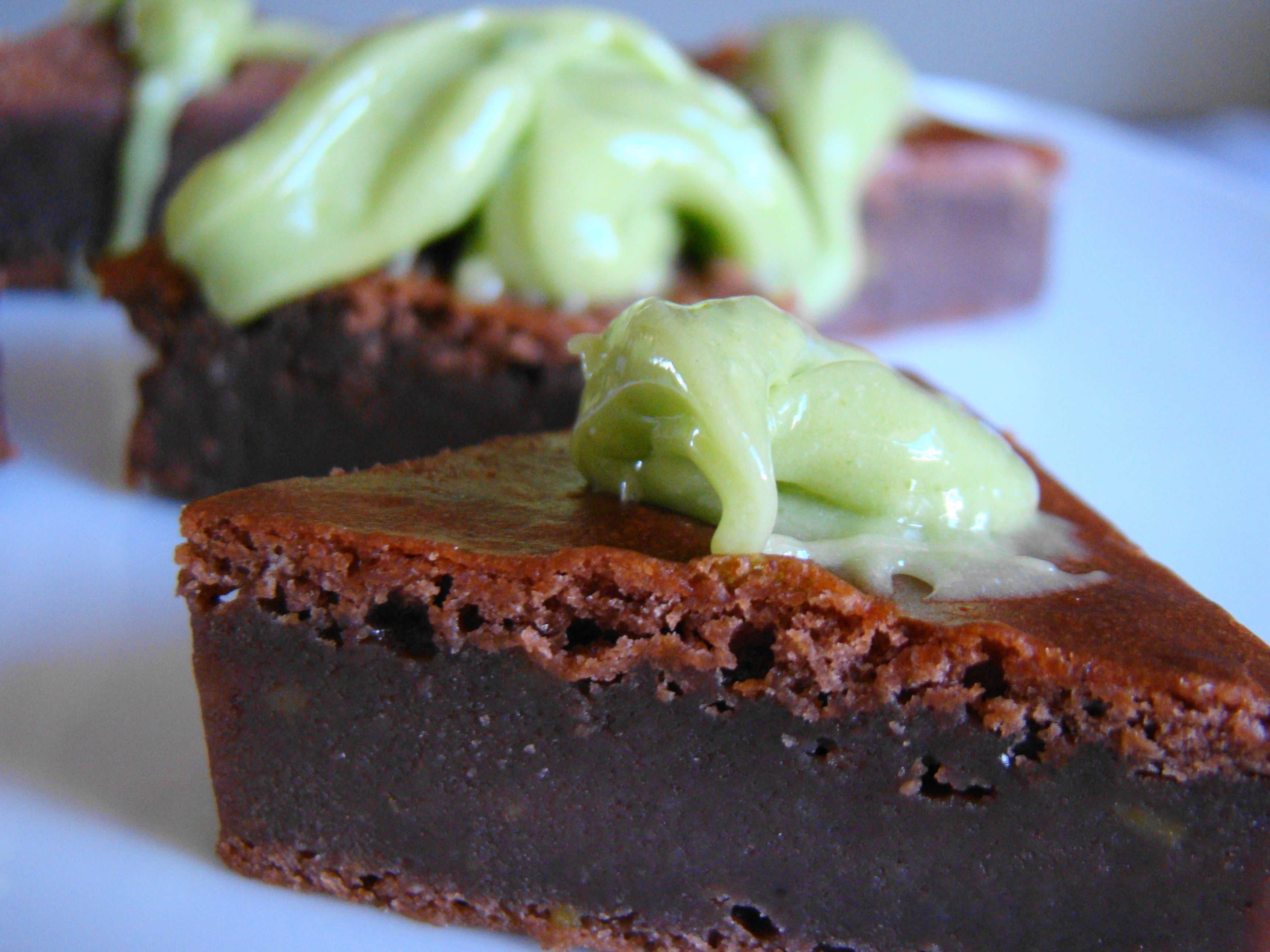
Exemple de fondant, no coulant

Un coulant, volcà (mida familiar) o volcanet (mida individual) és un pastís de pa de pessic de xocolata cuinat de tal manera que l'interior quedi líquid, de manera que cau lliscant de dins del pastís en tallar-lo. Això s'aconsegueix afegint una capa interior de salsa de xocolata o bé coent poc el pastís, sovint havent-lo refredat abans a la nevera o el congelador, d'aquesta manera cou per fora i es treu del forn abans que quedi cuit per dins. Pot ser un gran o, si és servir com a postres, un de petit individual. Se sol servir calent, de vegades amb gelat o altre acompanyament.
Aquest pastís fou inventat pel cuiner Michel Bras el 1981. Existeixen diverses variants del plat, moltes d'elles amb nous ingredients i sabors com torró, xocolata blanca, amb dolç de llet i fins i tot sense xocolata.
Estrictament parlant, el fondant és semblant, però diferent, ja que l'interior queda humit, poc cuit, sense arribar a ser prou líquid perquè ragi. Això ocorre per exemple expressament al brownie i accidentalment en un volcanet massa cuit.

## Etimologia
El mot en francès, coulant, significa "rajant", "que raja", fent referència a la part interior que s'escampa.
En català s'usa el mot en francès o, cada cop més, s'opta per "volcà", "petit volcà" o "volcanet", fent referència a un volcà (que en el cas del pastís estaria tapat per sobre) i al fet que l'interior vessaria com la lava d'un volcà.